# لیودمیلا پوروبایکو
لیودمیلا پوروبایکو (به انگلیسی: Lyudmila Porubayko) (زادهٔ ۲۴ آوریل ۱۹۵۰) شناگر اهل شوروی است.